# نافاونديا
بلدية نافاونديا (بالإسبانية: Navahondilla) هي بلدية تقع في مقاطعة آبلة التابعة لمنطقة قشتالة وليون وسط إسبانيا.

## الديموغرافيا
بلغ عدد سكان بلدية نافاونديا 351 نسمة عام 2011 (وفقاً للمعهد الوطني للإحصاء الإسباني).
| 136 | 133 | 167 | 248 | 304 | 335 | 351 |